# Пам'ятки архітектури Новомиргородського району
У Новомиргородському районі Кіровоградської області на обліку перебуває 12 пам'яток архітектури:

}}

| № пп | Найменування пам'ятки                         | Датування          | Місцезнаходження пам'ятки                | Охорон. номер | Координати                                                              | Фото |
| ---- | --------------------------------------------- | ------------------ | ---------------------------------------- | ------------- | ----------------------------------------------------------------------- | ---- |
| 1    | Свято-Іллінська церква                        | 1786 р.            | м. Новомиргород, вул. Іллінська, 85      | 1200-Н        | 48°47′10″ пн. ш. 31°37′48″ сх. д. / 48.786027° пн. ш. 31.629904° сх. д. |      |
|      | Комплекс споруд районної лікарні (3 споруди): |                    |                                          |               |                                                                         |      |
| 2    | Головний корпус                               | 1911—1913 рр.      | м. Новомиргород, вул. Соборності, 89     | 72-Кв         | 48°47′19″ пн. ш. 31°38′55″ сх. д. / 48.788496° пн. ш. 31.648519° сх. д. |      |
| 3    | Лікувальний корпус                            | 1911—1913 рр.      | м. Новомиргород, вул. Соборності, 91     | 73-Кв/1       | 48°47′17″ пн. ш. 31°38′55″ сх. д. / 48.78802° пн. ш. 31.648527° сх. д.  |      |
| 4    | Господарський корпус                          | 1911—1913 рр.      | м. Новомиргород, вул. Соборності, 91     | 73-Кв/2       | 48°47′20″ пн. ш. 31°38′53″ сх. д. / 48.788959° пн. ш. 31.648016° сх. д. |      |
| 5    | Будинок магазину                              | кінець XIX ст.     | м. Новомиргород, вул. Соборності, 292/12 | 212-Кв        | 48°48′57″ пн. ш. 31°39′04″ сх. д. / 48.815914° пн. ш. 31.650984° сх. д. |      |
| 6    | Гімназія                                      | 1891 р.            | м. Новомиргород, вул. Миколи Зерова, 18  | 213-Кв        | 48°48′54″ пн. ш. 31°38′42″ сх. д. / 48.814936° пн. ш. 31.645136° сх. д. |      |
| 7    | Земський банк                                 | поч. XX ст.        | м. Новомиргород, вул. Шевченка, 54/15    | 355-Кв        | 48°48′57″ пн. ш. 31°38′54″ сх. д. / 48.815743° пн. ш. 31.648344° сх. д. |      |
| 8    | Гуртожиток зоотехнікуму                       | поч. XX ст.        | м. Новомиргород, вул. Садова, 4          | 214-Кв        | 48°49′35″ пн. ш. 31°38′51″ сх. д. / 48.826507° пн. ш. 31.647438° сх. д. |      |
| 9    | Миколаївська церква                           | друга пол. XIX ст. | м. Новомиргород, вул. Садова, 61/1       | 216-Кв        | 48°48′59″ пн. ш. 31°38′48″ сх. д. / 48.816444° пн. ш. 31.646569° сх. д. |      |
| 10   | Покровська церква                             | 1905—1910 рр.      | с. Андріївка, вул. Леніна                | 217-Кв        | 48°47′20″ пн. ш. 31°36′08″ сх. д. / 48.788948° пн. ш. 31.602318° сх. д. |      |
| 11   | Лікарня                                       | 1930 р.            | смт. Капітанівка, вул. Леніна, 97        | 392-Кв        | 48°54′20″ пн. ш. 31°43′23″ сх. д. / 48.905552° пн. ш. 31.723119° сх. д. |      |
| 12   | Свято-Успенська церква                        | 1908 р.            | с. Коробчине, вул. Космонавтів           | 393-Кв        | 48°46′04″ пн. ш. 31°29′40″ сх. д. / 48.767759° пн. ш. 31.494429° сх. д. |      |